# Boštjan Mervar
Boštjan Mervar (Novo Mesto, 22 de setembre de 1973) fou un ciclista eslovè, professional des del 1997 fins al 2006. Un cop retirat s'ha dedicat a la direcció esportiva de l'equip Adria Mobil.

## Palmarès
- 1998
  - Vencedor d'una etapa a la Viena-Rabenstein-Gresten-Viena
- 1999
  - 1r al Gran Premi Šenčur
  - Vencedor d'una etapa a la Volta a Eslovènia
- 2000
  - Vencedor de 2 etapes a la Jadranska Magistrala
- 2001
  - 1r al Trofeu Ciutat de Castelfidardo
  - 1r al Gran Premi Krka
  - Vencedor d'una etapa a la Volta a Eslovènia
- 2002
  - 1r al Gran Premi Raiffeisen
  - 1r al Poreč Trophy 3
  - 1r al Gran Istria III
  - Vencedor d'una etapa a la Jadranska Magistrala
  - Vencedor d'una etapa a la Volta a Eslovènia
  - Vencedor d'una etapa a la Volta a Àustria
- 2003
  - 1r al Poreč Trophy 2
  - Vencedor d'una etapa a la Jadranska Magistrala
  - Vencedor d'una etapa a la Volta a Eslovènia
  - Vencedor d'una etapa a l'Uniqa Classic
- 2004
  - Vencedor d'una etapa al Circuit de Lorena
- 2005
  - Vencedor d'una etapa a la Jadranska Magistrala
  - Vencedor d'una etapa a la Volta a Eslovènia
- 2006
  - 1r al Gran Premi Kranj
  - 1r al Gran Premi Velka cena Palma
  - Vencedor d'una etapa a la Volta a Cuba

### Resultats al Giro d'Itàlia
- 2004. 130è de la classificació general